# Keratsini-Drapetsona
Keratsini-Drapetsona (tiếng Hy Lạp: ?) là một khu tự quản ở vùng Attiki, Hy Lạp. Khu tự quản Keratsini-Drapetsona có diện tích 9 km², dân số theo điều tra ngày 18 tháng 3 năm 2001 là 91809 người.